# Associazione Sportiva Volley Lube 2016-2017
Questa voce raccoglie le informazioni riguardanti l'Associazione Sportiva Volley Lube nelle competizioni ufficiali della stagione 2016-2017.

## Stagione
La stagione 2016-17 è per l'Associazione Sportiva Volley Lube, sponsorizzata dalla Cucine Lube, la ventiduesima consecutiva in Serie A1. Come allenatore è confermato Gianlorenzo Blengini mentre la rosa è in parte rimaneggiata: tra le conferme quelle di Osmany Juantorena, Jenia Grebennikov, Jiří Kovář, Dragan Stanković, Micah Christenson e Enrico Cester; tra i nuovi acquisti quelli di Davide Candellaro, Denys Kaliberda e Cvetan Sokolov e tra le cessioni quelle di Alessandro Fei, Simone Parodi, Ivan Miljković e Marko Podraščanin.
La prima competizione disputata è la Supercoppa italiana: la squadra di Treia chiude al terzo posto dopo essere stata sconfitta in semifinale per 3-1 dalla Sir Safety Perugia e vinto poi la finale per il terzo posto per 3-2 contro la Trentino Volley.
Il campionato comincia con nove vittorie consecutive: la prima sconfitta arriva alla decima giornata inflitta dalla Trentino Volley; il resto del girone di andata vede vincere la formazione marchigiana altre due volte per poi perdere all'ultima giornata contro il Modena Volley, chiudendo al primo posto in classifica, qualificandosi per la Coppa Italia. Nel girone di ritorno l'Associazione Sportiva Volley Lube si aggiudica tutte le gare, eccetto alla venticinquesima giornata quando cede per 3-2 alla Pallavolo Molfetta: chiude la regular season al primo posto. Nei quarti di finale dei play-off scudetto supera in due gare la Callipo Sport, mentre nelle semifinali, dopo aver vinto gara 1 contro il Modena Volley, perde gara 2 ma si aggiudica le successiva due passando il turno: nella serie finale la sfida è contro la Trentino Volley, sconfitta in tre gare, permettendo al club di Treia di laurearsi campione d'Italia per la quarta volta.
Grazie al primo posto in classifica al termine del girone di andata della Serie A1 2016-17 l'Associazione Sportiva Volley Lube partecipa alla Coppa Italia: nei quarti di finale ha la meglio sulla Callipo Sport per 3-0, qualificandosi alla Final Four di Casalecchio di Reno. Nelle semifinali vince per 3-2 sulla Pallavolo Piacenza mentre in finale supera 3-1 la Trentino Volley, aggiudicandosi il trofeo per la quinta volta.
Grazie ai risultati ottenuti nel campionato precedente il club marchigiano partecipa alla Champions League; nella fase a gironi chiude al primo posto il proprio raggruppamento con cinque vittorie e una sola sconfitta, accedendo così alla fase a eliminazione diretta. Con una vittoria nella gara di andata per 3-1 e una sconfitta nella gara di ritorno per 3-2 sullo Klub Piłki Siatkowej Skra Bełchatów nei play-off a 12 accede, grazie al maggior numero di punti conquistati alla fase successiva, ossia i play-off a 6 dove ha la meglio con la vittoria sia nella gara di andata che in quella di ritorno per 3-0 sul Modena Volley, qualificandosi alla Final Four di Roma. Nella semifinale viene sconfitta per 3-2 dalla Sir Safety Perugia, per poi aggiudicarsi la finale per il terzo posto battendo lo Sport-Club Charlottenburg.

## Organigramma societario
Area direttiva
- Presidente: Simona Sileoni
- Presidente onorario: Fabio Giulianelli, Luciano Sileoni
- Vicepresidente: Albino Massaccesi

Area organizzativa
- Team manager: Claudio Leonardi
- Segreteria generale: Sergio Bartoloni
- Direttore sportivo: Giuseppe Cormio
- Responsabile rapporti sponsor: Mirko Giardetti
- Responsabile hospitality: Sergio Guerrini

Area tecnica
- Allenatore: Gianlorenzo Blengini
- Allenatore in seconda: Giancarlo D'Amico
- Scout man: Matteo Carancini
- Responsabile settore giovanile: Giampiero Freddi
- Direttore tecnico settore giovanile: Gianni Rosichini
- Assistente allenatori: Enrico Massaccesi

Area comunicazione
- Ufficio stampa: Carlo Perri, Marco Tentella
- Relazioni esterne: Marco Tentella
- Webmaster: Mirko Giardetti

Area marketing
- Ufficio marketing: Paolo Prenna

Area sanitaria
- Medico: Mariano Avio, Danilo Compagnucci
- Preparatore atletico: Massimo Merazzi
- Fisioterapista: Marco Frontaloni
- Osteopata: Giuseppe Antinori
- Nutrizionista: Alessandro Marinelli

## Rosa
| N° | Nome              | Ruolo | Data di nascita   | Nazionalità sportiva |
| -- | ----------------- | ----- | ----------------- | -------------------- |
| 1  | Cvetan Sokolov    | S/O   | 31 dicembre 1989  | Bulgaria             |
| 2  | Davide Candellaro | C     | 7 giugno 1989     | Italia               |
| 3  | Nicola Pesaresi   | L     | 11 febbraio 1991  | Italia               |
| 4  | Denys Kaliberda   | S     | 24 giugno 1990    | Germania             |
| 5  | Osmany Juantorena | S     | 12 agosto 1985    | Italia               |
| 6  | Alberto Casadei   | S/O   | 15 settembre 1984 | Italia               |
| 7  | Dragan Stanković  | C     | 18 ottobre 1985   | Serbia               |
| 9  | Jiří Kovář        | S     | 10 aprile 1989    | Italia               |
| 10 | Yoann Jaumel      | P     | 16 settembre 1987 | Francia              |
| 11 | Micah Christenson | P     | 8 maggio 1993     | Stati Uniti          |
| 12 | Enrico Cester     | C     | 16 marzo 1988     | Italia               |
| 13 | Jenia Grebennikov | L     | 13 agosto 1990    | Francia              |
| 14 | Luigi Randazzo    | S     | 30 aprile 1994    | Italia               |
| 15 | Antonio Corvetta  | P     | 28 settembre 1977 | Italia               |
| 18 | Klemen Čebulj     | S     | 21 febbraio 1992  | Slovenia             |

## Mercato
| Acquisti | Acquisti          | Acquisti           | Acquisti      |
| R.       | Nome              | da                 | Modalità      |
| -------- | ----------------- | ------------------ | ------------- |
| C        | Davide Candellaro | Molfetta           | definitivo    |
| S/O      | Alberto Casadei   | Modena             | definitivo    |
| P        | Yoann Jaumel      | Tours              | definitivo    |
| S        | Denys Kaliberda   | Sir Safety Perugia | definitivo    |
| L        | Nicola Pesaresi   | BluVolley Verona   | definitivo    |
| S        | Luigi Randazzo    | Molfetta           | definitivo    |
| S/O      | Giulio Sabbi      | Tours              | fine prestito |
| S/O      | Cvetan Sokolov    | Halkbank           | definitivo    |

| Cessioni | Cessioni          | Cessioni           | Cessioni   |
| R.       | Nome              | a                  | Modalità   |
| -------- | ----------------- | ------------------ | ---------- |
| C/O      | Alessandro Fei    | Top Volley Latina  | definitivo |
| P        | Yoann Jaumel      | Nice               | definitivo |
| S/O      | Ivan Miljković    | Halkbank           | definitivo |
| S        | Simone Parodi     | Piacenza           | definitivo |
| C        | Marko Podraščanin | Sir Safety Perugia | definitivo |
| S        | William Priddy    | -                  | ritirato   |
| S        | Luigi Randazzo    | BluVolley Verona   | prestito   |
| S/O      | Giulio Sabbi      | Molfetta           | definitivo |
| C        | Marco Vitelli     | Molfetta           | prestito   |

## Risultati

### Serie A1

#### Girone di andata
| 1ª giornata - 2 ottobre 2016 Palazzetto dello Sport, Monza        | Milano             | 0 - 3 | Lube               | 14-25, 23-25, 15-25               |
| 2ª giornata - 9 ottobre 2016 PalaCivitanova, Civitanova Marche    | Lube               | 3 - 0 | Piacenza           | 25-20, 27-25, 25-9                |
| 3ª giornata - 16 ottobre 2016 PalaBianchini, Latina               | Top Volley Latina  | 1 - 3 | Lube               | 25-22, 21-25, 22-25, 18-25        |
| 4ª giornata - 19 ottobre 2016 PalaCivitanova, Civitanova Marche   | Lube               | 3 - 1 | Argos              | 25-20, 21-25, 25-15, 25-16        |
| 5ª giornata - 23 ottobre 2016 PalaYamamay, Busto Arsizio          | Powervolley Milano | 0 - 3 | Lube               | 18-25, 19-25, 21-25               |
| 6ª giornata - 29 ottobre 2016 PalaCivitanova, Civitanova Marche   | Lube               | 3 - 2 | Padova             | 22-25, 25-20, 15-25, 25-14, 15-8  |
| 7ª giornata - 1º novembre 2016 PalaValentia, Vibo Valentia        | Callipo            | 0 - 3 | Lube               | 19-25, 20-25, 20-25               |
| 8ª giornata - 6 novembre 2016 PalaCivitanova, Civitanova Marche   | Lube               | 3 - 2 | Sir Safety Perugia | 22-25, 19-25, 25-23, 25-21, 15-10 |
| 9ª giornata - 9 novembre 2016 PalaDeAndré, Ravenna                | Porto Robur Costa  | 1 - 3 | Lube               | 27-25, 23-25, 16-25, 24-26        |
| 10ª giornata - 13 novembre 2016 PalaTrento, Trento                | Trentino           | 3 - 1 | Lube               | 25-19, 23-25, 25-21, 25-20        |
| 11ª giornata - 20 novembre 2016 PalaCivitanova, Civitanova Marche | Lube               | 3 - 0 | BluVolley Verona   | 25-15, 25-15, 25-22               |
| 12ª giornata - 27 novembre 2016 PalaCivitanova, Civitanova Marche | Lube               | 3 - 1 | Molfetta           | 25-15, 22-25, 25-20, 25-17        |
| 13ª giornata - 4 dicembre 2016 PalaPanini, Modena                 | Modena             | 3 - 2 | Lube               | 26-28, 25-23, 30-28, 20-25, 15-13 |

#### Girone di ritorno
| 14ª giornata - 11 dicembre 2016 PalaCivitanova, Civitanova Marche | Lube               | 3 - 0 | Milano             | 25-23, 25-14, 25-20               |
| 15ª giornata - 18 dicembre 2016 PalaBanca, Piacenza               | Piacenza           | 1 - 3 | Lube               | 22-25, 23-25, 25-20, 23-25        |
| 16ª giornata - 26 dicembre 2016 PalaCivitanova, Civitanova Marche | Lube               | 3 - 0 | Top Volley Latina  | 25-13, 25-17, 25-14               |
| 17ª giornata - 29 dicembre 2016 PalaPolsinelli, Sora              | Argos              | 0 - 3 | Lube               | 22-25, 19-25, 17-25               |
| 18ª giornata - 6 gennaio 2017 PalaCivitanova, Civitanova Marche   | Lube               | 3 - 0 | Powervolley Milano | 25-19, 25-16, 25-17               |
| 19ª giornata - 15 gennaio 2017 PalaSanLazzaro, Padova             | Padova             | 1 - 3 | Lube               | 21-25, 25-23, 20-25, 21-25        |
| 20ª giornata - 22 gennaio 2017 PalaCivitanova, Civitanova Marche  | Lube               | 3 - 1 | Callipo            | 25-15, 25-18, 23-25, 25-13        |
| 21ª giornata - 5 febbraio 2017 PalaEvangelisti, Perugia           | Sir Safety Perugia | 1 - 3 | Lube               | 31-33, 10-25, 25-20, 16-25        |
| 22ª giornata - 8 febbraio 2017 PalaCivitanova, Civitanova Marche  | Lube               | 3 - 0 | Porto Robur Costa  | 25-15, 25-16, 26-24               |
| 23ª giornata - 12 febbraio 2017 PalaCivitanova, Civitanova Marche | Lube               | 3 - 0 | Trentino           | 25-21, 25-14, 25-15               |
| 24ª giornata - 19 febbraio 2017 PalaOlimpia, Verona               | BluVolley Verona   | 2 - 3 | Lube               | 21-25, 17-25, 25-16, 25-23, 6-15  |
| 25ª giornata - 26 febbraio 207 PalaPoli, Molfetta                 | Molfetta           | 3 - 2 | Lube               | 18-25, 25-14, 25-22, 17-25, 15-12 |
| 26ª giornata - 23 febbraio 2017 PalaCivitanova, Civitanova Marche | Lube               | 3 - 1 | Modena             | 25-20, 25-18, 24-26, 25-17        |

#### Play-off scudetto
| Quarti di finale (gara 1) - 5 marzo 2017 PalaCivitanova, Civitanova Marche | Lube     | 3 - 0 | Callipo  | 25-13, 25-15, 25-20               |
| Quarti di finale (gara 2) - 8 marzo 2017 PalaValentia, Vibo Valentia       | Callipo  | 0 - 3 | Lube     | 16-25, 18-25, 18-25               |
| Semifinali (gara 1) - 19 marzo 2017 PalaCivitanova, Civitanova Marche      | Lube     | 3 - 2 | Modena   | 25-22, 22-25, 20-25, 25-19, 15-11 |
| Semifinali (gara 2) - 26 marzo 2017 PalaPanini, Modena                     | Modena   | 3 - 1 | Lube     | 21-25, 27-25, 25-16, 34-32        |
| Semifinali (gara 3) - 9 aprile 2017 PalaCivitanova, Civitanova Marche      | Lube     | 3 - 2 | Modena   | 25-21, 26-24, 21-25, 15-25, 15-12 |
| Semifinali (gara 4) - 19 aprile 2017 PalaPanini, Modena                    | Modena   | 2 - 3 | Lube     | 15-25, 25-19, 22-25, 25-22, 10-15 |
| Finale (gara 1) - 25 aprile 2017 PalaCivitanova, Civitanova Marche         | Lube     | 3 - 0 | Trentino | 25-18, 25-20, 25-17               |
| Finale (gara 2) - 4 maggio 2017 PalaTrento, Trento                         | Trentino | 2 - 3 | Lube     | 31-33, 25-22, 24-26, 30-28, 7-15  |
| Finale (gara 3) - 7 maggio 2017 PalaCivitanova, Civitanova Marche          | Lube     | 3 - 1 | Trentino | 28-26, 25-20, 18-25, 25-14        |

### Coppa Italia

#### Fase a eliminazione diretta
| Quarti di finale - 11 gennaio 2017 PalaCivitanova, Civitanova Marche | Lube | 3 - 0 | Callipo  | 27-17, 25-22, 25-22               |
| Semifinali - 28 gennaio 2017 Unipol Arena, Casalecchio di Reno       | Lube | 3 - 2 | Piacenza | 25-12, 23-25, 25-15, 24-26, 15-13 |
| Finale - 29 gennaio 2017 Unipol Arena, Casalecchio di Reno           | Lube | 3 - 1 | Trentino | 25-21, 23-25, 25-15, 25-20        |

### Supercoppa italiana

#### Fase a eliminazione diretta
| Semifinali - 24 settembre 2016 PalaPanini, Modena      | Lube | 1 - 3 | Sir Safety Perugia | 22-25, 25-21, 29-31, 19-25        |
| Finale 3º posto - 25 settembre 2016 PalaPanini, Modena | Lube | 3 - 2 | Trentino           | 23-25, 25-20, 21-25, 26-24, 20-18 |

### Champions League

#### Fase a gironi
| 1ª giornata - 6 dicembre 2016 Max-Schmeling-Halle, Berlino       | Charlottenburg | 3 - 1 | Lube           | 21-25, 25-16, 25-18, 26-24 |
| 2ª giornata - 20 dicembre 2016 PalaCivitanova, Civitanova Marche | Lube           | 3 - 0 | Dukla Liberec  | 25-21, 25-15, 25-20        |
| 3ª giornata - 18 gennaio 2017 Hala Podpromie, Rzeszów            | Asseco Resovia | 0 - 3 | Lube           | 22-25, 13-25, 14-25        |
| 4ª giornata - 1º febbraio 2017 PalaCivitanova, Civitanova Marche | Lube           | 3 - 0 | Asseco Resovia | 25-21, 25-16, 25-16        |
| 5ª giornata - 15 febbraio 2017 Home Credit Arena, Liberec        | Dukla Liberec  | 1 - 3 | Lube           | 25-22, 28-30, 23-25, 14-25 |
| 6ª giornata - 1º marzo 2017 PalaCivitanova, Civitanova Marche    | Lube           | 3 - 0 | Charlottenburg | 25-14, 25-23, 25-15        |

#### Fase a eliminazione diretta
| Play-off a 12 (andata) - 15 marzo 2017 Atlas Arena, Łódź                  | Skra Bełchatów     | 1 - 3 | Lube           | 21-25, 25-21, 23-25, 21-25        |
| Play-off a 12 (ritorno) - 23 marzo 2017 PalaCivitanova, Civitanova Marche | Lube               | 2 - 3 | Skra Bełchatów | 26-24, 25-16, 26-28, 15-25, 13-15 |
| Play-off a 6 (andata) - 5 aprile 2017 PalaPanini, Modena                  | Modena             | 0 - 3 | Lube           | 23-25, 18-25, 27-29               |
| Play-off a 6 (ritorno) - 13 aprile 2017 PalaCivitanova, Civitanova Marche | Lube               | 3 - 0 | Modena         | 25-21, 25-21, 25-18               |
| Semifinali - 29 aprile 2017 PalaLottomatica, Roma                         | Sir Safety Perugia | 3 - 2 | Lube           | 25-19, 22-25, 25-19, 21-25, 15-9  |
| Finale 3º posto - 30 aprile 2017 PalaLottomatica, Roma                    | Lube               | 3 - 1 | Charlottenburg | 29-27, 22-25, 25-21, 25-21        |

## Statistiche

### Statistiche di squadra
| Competizione        | Punti | In casa | In casa | In casa | In trasferta | In trasferta | In trasferta | Totale | Totale | Totale |
| Competizione        | Punti | G       | V       | P       | G            | V            | P            | G      | V      | P      |
| ------------------- | ----- | ------- | ------- | ------- | ------------ | ------------ | ------------ | ------ | ------ | ------ |
| Serie A1            | 68    | 18      | 18      | 0       | 17           | 13           | 4            | 35     | 31     | 4      |
| Coppa Italia        | -     | 1       | 1       | 0       | -            | -            | -            | 3      | 3      | 0      |
| Supercoppa italiana | -     | -       | -       | -       | -            | -            | -            | 2      | 1      | 1      |
| Champions League    | 15    | 5       | 4       | 1       | 5            | 4            | 1            | 12     | 9      | 3      |
| Totale              | -     | 24      | 23      | 1       | 22           | 17           | 5            | 52     | 44     | 8      |

G = partite giocate; V = partite vinte; P = partite perse

### Statistiche dei giocatori
| Giocatore      | Serie A1 | Serie A1 | Serie A1 | Serie A1 | Serie A1 | Coppa Italia | Coppa Italia | Coppa Italia | Coppa Italia | Coppa Italia | Supercoppa italiana | Supercoppa italiana | Supercoppa italiana | Supercoppa italiana | Supercoppa italiana | Champions League | Champions League | Champions League | Champions League | Champions League | Totale | Totale | Totale | Totale | Totale |
| Giocatore      | P        | PT       | AV       | MV       | BV       | P            | PT           | AV           | MV           | BV           | P                   | PT                  | AV                  | MV                  | BV                  | P                | PT               | AV               | MV               | BV               | P      | PT     | AV     | MV     | BV     |
| -------------- | -------- | -------- | -------- | -------- | -------- | ------------ | ------------ | ------------ | ------------ | ------------ | ------------------- | ------------------- | ------------------- | ------------------- | ------------------- | ---------------- | ---------------- | ---------------- | ---------------- | ---------------- | ------ | ------ | ------ | ------ | ------ |
| D. Candellaro  | 28       | 191      | 137      | 35       | 19       | 3            | 25           | 13           | 9            | 3            | 2                   | 13                  | 7                   | 4                   | 2                   | 9                | 58               | 35               | 16               | 7                | 42     | 287    | 192    | 64     | 31     |
| A. Casadei     | 13       | 17       | 16       | 1        | 0        | 0            | 0            | 0            | 0            | 0            | 2                   | 3                   | 3                   | 0                   | 0                   | 1                | 7                | 6                | 0                | 1                | 16     | 27     | 25     | 1      | 1      |
| K. Čebulj      | 27       | 140      | 102      | 12       | 26       | 2            | 0            | 0            | 0            | 0            | 2                   | 20                  | 15                  | 4                   | 1                   | 12               | 65               | 47               | 8                | 10               | 43     | 225    | 164    | 24     | 37     |
| E. Cester      | 20       | 141      | 98       | 34       | 9        | 0            | 0            | 0            | 0            | 0            | 2                   | 13                  | 10                  | 2                   | 1                   | 6                | 32               | 20               | 6                | 6                | 28     | 186    | 128    | 42     | 16     |
| M. Christenson | 33       | 131      | 59       | 34       | 38       | 3            | 12           | 3            | 5            | 4            | -                   | -                   | -                   | -                   | -                   | 12               | 34               | 16               | 13               | 5                | 48     | 177    | 78     | 52     | 47     |
| A. Corvetta    | 13       | 2        | 1        | 0        | 1        | 1            | 0            | 0            | 0            | 0            | 2                   | 2                   | 1                   | 0                   | 1                   | 3                | 0                | 0                | 0                | 0                | 19     | 4      | 2      | 0      | 2      |
| J. Grebennikov | 35       | 1        | 0        | 0        | 1        | 3            | 2            | 0            | 0            | 2            | 2                   | 0                   | 0                   | 0                   | 0                   | 12               | 0                | 0                | 0                | 0                | 52     | 3      | 0      | 0      | 3      |
| Y. Jaumel      | 0        | 0        | 0        | 0        | 0        | -            | -            | -            | -            | -            | 2                   | 0                   | 0                   | 0                   | 0                   | -                | -                | -                | -                | -                | 2      | 0      | 0      | 0      | 0      |
| O. Juantorena  | 33       | 473      | 392      | 29       | 52       | 3            | 45           | 37           | 2            | 6            | 1                   | 18                  | 18                  | 0                   | 0                   | 11               | 155              | 122              | 10               | 23               | 48     | 691    | 569    | 41     | 81     |
| D. Kaliberda   | 19       | 117      | 96       | 11       | 10       | 1            | 2            | 2            | 0            | 0            | 2                   | 19                  | 16                  | 3                   | 0                   | 5                | 22               | 21               | 1                | 0                | 27     | 160    | 135    | 15     | 10     |
| J. Kovář       | 25       | 179      | 138      | 27       | 14       | 3            | 23           | 19           | 3            | 1            | -                   | -                   | -                   | -                   | -                   | 9                | 79               | 61               | 13               | 5                | 37     | 281    | 218    | 43     | 20     |
| N. Pesaresi    | 35       | 0        | 0        | 0        | 0        | 3            | 0            | 0            | 0            | 0            | 2                   | 0                   | 0                   | 0                   | 0                   | 7                | 0                | 0                | 0                | 0                | 47     | 0      | 0      | 0      | 0      |
| L. Randazzo    | 0        | 0        | 0        | 0        | 0        | 0            | 0            | 0            | 0            | 0            | 1                   | 2                   | 1                   | 0                   | 1                   | -                | -                | -                | -                | -                | 1      | 2      | 1      | 0      | 1      |
| C. Sokolov     | 35       | 616      | 489      | 80       | 47       | 3            | 68           | 57           | 5            | 6            | 2                   | 38                  | 34                  | 2                   | 2                   | 12               | 207              | 170              | 19               | 18               | 52     | 929    | 750    | 106    | 73     |
| D. Stanković   | 33       | 282      | 204      | 69       | 9        | 3            | 34           | 21           | 11           | 2            | 1                   | 9                   | 6                   | 1                   | 2                   | 12               | 85               | 56               | 23               | 6                | 49     | 410    | 287    | 104    | 19     |

P = presenze; PT = punti totali; AV = attacchi vincenti; MV = muri vincenti; BV = battute vincenti